# Donjons et Dragons (film, 2000)
Pour les articles homonymes, voir Donjons et Dragons.
Série
Donjons et Dragons : La Puissance suprême
(2005)
Pour plus de détails, voir Fiche technique et Distribution.
Donjons et Dragons (Dungeons & Dragons) est un film américano-tchéco-canadien réalisé par Courtney Solomon, sorti en 2000. Basée sur le jeu de rôle du même nom, l'intrigue suit une impératrice qui souhaite mettre la main sur une canne mythique qui l'aidera à combattre un sorcier maléfique, et fait appel à deux voleurs pour obtenir de l'aide.
Réalisé avec un budget très faible, le film a été un échec commercial et a reçu des critiques très négatives. 

## Synopsis
L'Empire d'Izmer est un royaume puissant, gouverné par une aristocratie versée dans la magie. Les mages sont sous les ordres de l'impératrice Savina, qui possède un sceptre magique dominant les dragons d'or et lui permettant d'assurer la défense du royaume.
La jeune Savina est une idéaliste, cherchant à réformer son empire où les gens « communs », ceux qui ne sont pas mages, sont exploités et traités comme des esclaves par les mages. Mais Profion, un membre du Haut-Conseil des mages ainsi qu'un puissant sorcier, désire ardemment prendre la place de Savina sur le trône. Il cherche ainsi a dominer les Dragons, comme l'impératrice, mais ses tentatives échouent toutes. Il cherche à mettre le conseil de son côté afin de faire retirer le sceptre des mains de Savina, mais cette dernière apprend alors l'existence d'un artefact appelé le Bâton de Savrille, un objet créé par un ancien mage et permettant de dominer les dragons rouges.
Savina veut alors se le procurer pour pouvoir remettre effectivement son sceptre aux mages sans être privée de défenses. Mais Profion, apprenant l'existence du bâton, envoie son acolyte Damodar, un guerrier sinistre, afin de se le procurer. Lors de sa tentative pour s'emparer du parchemin menant au bâton, Damodar échoue et le parchemin se retrouve entre les mains de Marina, une jeune novice mage, qui va se mettre elle aussi à la recherche du bâton avec l'aide de deux voleurs, Snails et Ridley.

## Fiche technique
- Titre original : Dungeons & Dragons
- Titre français : Donjons et dragons
- Réalisation : Courtney Solomon
- Scénario : Topper Lilien et Carroll Cartwright, d'après le jeu créé par Ernest Gary Gygax
- Musique : Justin Caine Burnett
- Direction artistique : Jindrich Kocí et Ricardo Spinacé
- Décors : Bryce Perrin et Stephen Rice
- Costumes : Barbara Lane
- Photographie : Douglas Milsome
- Son : Todd Beckett, Keith Elliott, Leslie Shatz
- Montage : Caroline Ross
- Production : Courtney Solomon, Thomas M. Hammel et Kia Jam
  - Coproduction : Ann Flagella, Mark Leahy, David Minkowski, Steve Richards, Conrad Riggs, Matthew Stillman et Sean T. Stratton
  - Production exclusif : Joel Silver, Nelson Leong et Allan Zeman
  - Coproduction déléguée : Bruce Rockowitz
  - Production associée : Allen Crawford, Bob Dahlin, Nancy Koester et John Raczka

- Sociétés de production : Stillking Films, Sweetpea Entertainment, Silver Pictures et MDP Worldwide
  - Avec la participation de New Line Cinema
  - En association avec Behaviour Worldwide
- Sociétés de distribution : 
  - États-Unis : New Line Cinema
  - Canada / Québec : Alliance Atlantis Communications / Alliance Atlantis VivaFilm
  - France : SND Films
- Budget : 45 millions de $[1] / 35 millions de $[2],[3]
- Pays d'origine :  États-Unis,  Tchéquie,  Canada
- Langue originale : anglais
- Format[4] : couleur (DeLuxe) - 35 mm - 1,85:1 (Panavision) - son DTS | Dolby Digital | SDDS
- Genre : action, aventure, fantastique, fantasy
- Durée : 107 minutes
- Dates de sortie[5] :
  - États-Unis, Québec[6]  : 8 décembre 2000
  - France : 27 décembre 2000
  - Belgique : 21 février 2001
  - République tchèque : 10 mai 2001
- Classification[7] :
  -  États-Unis : Accord parental recommandé, film déconseillé aux moins de 13 ans (PG-13 - Parents Strongly Cautioned)[Note 1].
  -  Québec : Tous publics - Déconseillé aux jeunes enfants (G - General Rating)[6].
  -  France : Tous publics (visa d'exploitation no 101476 délivré le 22 janvier 2001)[8].

## Distribution
- Justin Whalin (VF : Paolo Domingo ; VQ : Martin Watier) : Ridley Freeborn
- Marlon Wayans (VF : Xavier Thiam ; VQ : Gilbert Lachance) : Snails
- Thora Birch (VF : Chloé Berthier ; VQ : Aline Pinsonneault) : l'impératrice Savina
- Zoe McLellan (VF : Laura Blanc ; VQ : Lisette Dufour) : Marina Pretensa
- Kristen Wilson (VF : Magali Berdy ; VQ : Nadia Paradis) : Norda
- Lee Arenberg (VF : Achille Orsoni ; VQ : Manuel Tadros) : Elwood Gutworthy
- Bruce Payne (VF : Mathieu Buscatto ; VQ : Denis Mercier) : Damodar
- Jeremy Irons (VF : Jérôme Keen ; VQ : Jean-Luc Montminy) : Profion
- Robert Miano : Azmath
- Tomás Havrlik : Mage
- Edward Jewesbury (VF : Jérôme Keen ; VQ : Yves Massicotte) : Vildan Vildir
- Martin Astles : Orque
- Matthew O'Toole : Orque
- David O'Kelly : Trois yeux
- Richard O'Brien (VF : Pierre Dourlens ; VQ : Daniel Picard) : Xilus

Référence VF : Voxofilm et Référence VQ : Doublage Québec

## Développement

### Arrière-plan
La première tentative d'adaptation de long métrage d'une propriété de Donjons et Dragons par la grande industrie cinématographique remonte au début des années 1980, car il y avait un fort intérêt pour la production d'un film basé sur Advanced Dungeons & Dragons, Gary Gygax a eu plusieurs discussions avec des producteurs et des agents sur l'idée, et un scénario de James Goldman a reçu les yeux des grands studios. Cependant, rien n'est arrivé à ce sujet en raison de conflits entre TSR et les studios. Courtney Solomon, un fan de Donjons et Dragons, qui avait une expérience personnelle de l'industrie du divertissement lorsqu'il était enfant parce que sa mère était coordinatrice de production sur des séries télévisées tournées à Toronto, voulait produire un film basé sur le jeu depuis 1990.

### Négociations et financement

#### 1990-1997: TSR et accords de studio
En 1990, Solomon a contacté le personnel de l'éditeur de Donjons et Dragons, TSR, Inc., sous prétexte de travailler sur un projet d'économie scolaire ; ils l'ont informé que les studios du passé n'avaient pas réussi à produire un film basé sur le jeu, en raison de trop peu de compréhension du facteur X du RPG. Il lui a fallu 18 mois pour convaincre TSR de mettre en place des négociations, mais TSR l'a finalement accepté, en raison de ses redevances initiales, étant meilleure que d'autres studios avec lesquels l'entreprise a travaillé, selon le vice-président Ryan Dancey. Solomon a obtenu une option de TSR après avoir rédigé une proposition de 30 pages montrant comment il allait adapter le jeu et avoir passé trois mois de courtier "intense" avec l'éditeur du jeu.
Solomon a fait un voyage de 18 mois à travers le monde pour financer le film une fois qu'un brouillon du scénario a été terminé, et la majeure partie du financement dépendait des droits de distribution étrangers. Pendant le voyage, il a rencontré un homme d'affaires de premier plan en Asie nommé Allan Zeman, qui considérait le jeune homme de 24 ans comme une "personne jeune, ambitieuse et artistique" ainsi qu'un "vendeur convaincant" d'un projet basé sur une entreprise avec une énorme base de fans. Au début de 1992, Zeman et Solomon ont formé Sweetpea Entertainment pour financer le projet du film Donjons et Dragons et le vendre à d'autres investisseurs.
À l'origine, Solomon prévoyait que le film soit un projet de studio de 100 millions de dollars avec un grand nom dans le poste de réalisateur ; pendant le développement, Francis Ford Coppola, James Cameron, Renny Harlin et Stan Winston ont été attachés pour avoir réalisé le film à un moment donné, mais ont abandonné. En plus du scénario recevant une couverture positive du magazine Movieline, Premiere a également annoncé le projet dans un numéro de 1995 lorsque Winston était encore signé, révélant des détails de l'intrigue tels qu'une piste voyou, un dispositif magique de contrôle du dragon, 14 créatures du jeu original et une bataille finale lourde d'effets.
La majorité des studios et des réalisateurs ont adoré le scénario, mais se sont détournés en raison d'un manque de succès récents dans le genre fantastique à gros budget et du manque de pouvoir de star de Justin Whalin. Solomon et les studios qu'il a rencontrés étaient constamment en conflit avec TSR, qui voulait une sortie directe en vidéo au lieu une sortie au cinéma avec un gros budget dont rêvait le Canadien. James Cameron a envisagé le projet juste avant de faire Titanic, mais l'accord n'a pas suffi en raison de l'échec de TSR à conclure un accord de marchandisage qui a fait appel à 20th Century Fox, où Cameron a travaillé. Les accords potentiels avec Paramount Pictures et Lightstorm Entertainment ont également été détruits en raison de forts désaccords sur la façon de financer le film. La concentration de Solomon sur l'obtention du feu vert du film a provoqué la rupture de la relation avec sa petite amie.

#### 1997-1998: Joel Silver et Wizards of the Coast
Joel Silver, un producteur exécutif le plus remarquable pour les films d'action tels que les films Die Hard, a rejoint le projet Donjons et Dragons en avril 1997, et le scénario a été finalisé en juin 1997. Silver est venu avec la vision d'en faire une série télévisée au lieu d'un film. Solomon a ainsi essayé d'intégrer ce plan dans son projet ; cependant, TSR a vendu les droits de la propriété originale du jeu à Wizards of the Coast, et bien que la dirigeante de TSR, Lorraine Williams, ait déclaré à Solomon Wizards autoriser une série télévisée, ce n'était finalement pas le cas.
Le plan a changé pour un film direct en vidéo de 3,5 millions de dollars, car le budget de 100 millions de dollars semblait trop risqué et la date limite de tournage de TSR approchait ; ce qui a permis le changement, c'était les progrès technologiques qui diminuaient l'argent des effets nécessaires, et la disponibilité de Prague comme lieu de tournage, qui avait plusieurs endroits d'apparence médiévale et diminuait ainsi le besoin de décors de studio coûteux. Courtney Solomon est finalement devenu réalisateur du film Donjons et Dragons et a commencé le tournage d'une bataille scénisée de trois minutes à Los Angeles en août 1997. Silver en était tellement éveillé qu'il est resté sur le projet en tant que producteur exécutif et a ainsi augmenté la crédibilité du projet au point que les investisseurs ont levé jusqu'à 30 millions de dollars. Cela a maintenant fait de la production une production théâtrale et a également sauvé les producteurs d'une action en justice par Wizards of the Coast, qui a fait valoir que ce n'était pas un "vrai" film. Zeman a mis l'argent pour le projet, en plus de Solomon et de son grand-père Joe Smuckler qui a co-signé un prêt bancaire de 25 000 $, pour commencer la pré-production le 9 février 1998.
En raison du tournage dans un lieu de République tchèque, les accessoires et les décors de Donjons et Dragons coûtent cinq fois moins cher que s'ils sont tournés aux États-Unis. Bien que le budget final s'élève à 35 millions de dollars, le film a été réalisé avec 21 millions de dollars en espèces pendant la production, car il y a eu plusieurs reports dans le salaire de l'équipe et des acteurs pour répondre à sa grande échelle prévue. Pour maximiser la qualité des effets du film avec un budget limité, Solomon a conclu des accords d'équité entre les maisons d'effets impliquées afin que moins d'argent soit payé. Au moment de sa sortie, Donjons et Dragons était le film indépendant au plus gros budget jamais produit.

### L’écriture du scénario
Solomon a commencé à écrire le scénario en 1991 sur la base des règles de la deuxième édition du jeu de base Donjons et Dragons ; il a prévu que Donjons et Dragons soit une trilogie de films, son objectif étant de créer "les Star Wars des genres fantastiques" en utilisant la trilogie originale comme modèle pour les arcs de l'histoire. Deux docteurs du scénario Miramax, Carroll Cartwright et Topper Lilien, ont été interviewés pour être des écrivains supplémentaires en avril 1992, grâce au lien d'un cadre avec Solomon.
Pour donner aux scénaristes une idée de la qualité attendue dans le scénario, Solomon leur a d'abord demandé de regarder des films fantastiques des années 1980 qui, selon lui, montraient le mauvais état du genre à l'époque, puis des productions d'aventure comme Les Aventuriers de l'arche perdue et Ben-Hur. La première ébauche du film a pris dix-huit mois à terminer. Salomon a affirmé que le produit final est une collection de différentes scènes de 16 brouillons.
Bien que la classe de personnages et de règles de Donjons et Dragons soient apportées au film, Solomon a décidé de créer un cadre générique uniquement basé sur l'un des paramètres de jeu les moins connus, Mystara ; il a estimé que l'utilisation de paramètres de campagne spécifiques fortement dépendant de l'interprétation du joueur confondrait les téléspectateurs. Il a également dû risquer que les actions de combat ne reflètent pas la façon dont les joueurs les utiliseraient ; par exemple, "quelqu'un pourrait lancer l'un de ces sorts et rester là pendant dix minutes jusqu'à ce que le sort soit prêt à partir", a expliqué Solomon. Les sorts étaient parfois modifiés si leurs descriptions originales n'étaient pas suffisamment "visuelles" pour être présentes à l'écran ; par exemple, un Mind Flayer dans le film contrôle un autre personnage en allant à l'intérieur de lui plutôt que de le contrôler à distance. Une autre petite liberté créative était que les dragons rouges étaient plus puissants que les dragons dorés.

### Casting
Mélange d'acteurs de cinéma établis et de nouveaux à Hollywood. La majeure partie du casting a eu lieu à Londres à partir du 21 avril 1999, en raison du lieu de tournage de Prague, cela a entraîné l'inclusion d'acteurs comme l'acteur Tom Baker et Richard O'Brien, que Solomon a choisi en connaissance de sa performance en tant que Riff Raff dans The Rocky Horror Picture Show, un film sorti la même année que le premier jeu Donjons et Dragons. Les acteurs de la liste A étaient surtout évités pour les pistes afin que les personnages ressemblent à des joueurs "normaux" d'un match de Donjons & Dragons.
Pour le rôle de Ridley, en particulier, Solomon a cherché "quelqu'un qui n'était pas une star de cinéma, mais qui pourrait l'être". Whalin, une star de Loïs et Clark : Les Nouvelles Aventures de Superman qui avait un désintérêt pour la plupart des films fantastiques, a fait partie du projet en raison d'une forte amitié entre lui et Solomon, il était même le seul à rejoindre le projet avant le début de la pré-production, entrant en décembre 1997, et a dû refuser plusieurs autres offres d'acteur pour se rendre disponible. Thora Birch a été choisie pour le projet peu de temps après avoir terminé le tournage d'American Beauty et avant de devenir une actrice révolutionnaire une fois sa sortie, elle a choisi de jouer l'impératrice Savina à l'esprit positif pour se sortir de la psyché sombre dans laquelle elle s'est mise pour son rôle dans American Beauty. Birch, Whalin et Kristen Wilson ont été choisis avant le début du tournage principal.
Mark Leahy, un producteur qui a été impliqué dans l'écriture pendant un an et demi travaillant sur les révisions du scénario original de Solomon, Cartwright et Lilien qui ont été pour la plupart rejetés, était celui qui a conçu le casting étant aussi ethniquement diversifié que possible comme il l'a expliqué, "Je pensais que ce film avait (et a) une chance d'être vraiment quelque chose de spécial, et sachant que je détestais l'idée d'un groupe d'enfants regardant une grande histoire dans un autre monde - où il n'y a que des Blancs". Leahy a écrit à l'origine l'elfe Liana (plus tard nommée Norda) pour être un elfe noir, mais après la contestation de ses pairs, il a changé sa race en asiatique, elle était une elfe noire dans la coupe finale. Leahy a écrit ce qui allait devenir Snails en tant que demi-orc afro-américain dans ses versions, bien que cela ait été considéré comme de mauvais goût par ses collègues. Il a également écrit que tous les membres de l'empire mage étaient asiatiques.
Wilson, après avoir lu le scénario, voulait jouer Norda spécifiquement en raison de l'énigme du personnage, comme elle l'a expliqué, "sa position dans le monde de la cour royale... le pouvoir qu'elle a, certainement psychologiquement... et c'est une mystique... et puis elle est cette incroyable guerrière. Et elle ne laisse pas vraiment trop paraître... mais vous pouvez la regarder dans les yeux... et vous pouvez voir qu'elle n'est pas quelqu'un avec qui il faut plaisanter." En fait, elle était tellement déterminée à être choisie comme elfe qu'en appelant le directeur de casting, Wilson a exigé de rencontrer Solomon en personne et de lui dire : "Je suis Norda". La réunion a eu lieu, Solomon et les autres producteurs s'accordant avec Wilson. La réalisatrice a affirmé avoir choisi Wilson dans le rôle de Norda pour les mêmes raisons qu'elle aimait le personnage : "Elle est sérieuse et mystérieuse et très, très cool. Mais quand vous la regardez, elle ne ressemble pas à une sorte d'elfe prothétique, elle a l'air d'être une autre race. Quand vous la voyez dans le film, elle a ces yeux sauvages, ce look exotique sauvage, et elle ressemble à un elfe noir, ce qui est génial, parce que c'est ce qu'elle est censée être."
Lee Arenberg et Jeremy Irons se sont joints pendant le tournage, avec Irons le dernier acteur à monter à bord, il l'a fait grâce à la connexion de Silver, qui a précédemment travaillé avec lui sur Une journée en enfer. Il a d'abord rejeté l'opportunité car il supervisait la rénovation d'un château de Ballydehob qu'il a acheté nommé Kilcoe. Cependant, Silver a ensuite envoyé un paquet à Irons fait pour lui par Solomon, qui comprenait le scénario et les croquis de l'apparence du film, cela plus son désir d'essayer une production commerciale fantastique et la ténacité de Salomon pendant une décennie pour faire produire le scénario ont fait Irons monter à bord pendant le tournage le 14 juillet 1999.
Les personnages les plus difficiles à caster étaient Elwood et Savina. Comme Salomon l'a expliqué au nain, "La façon dont j'ai vu le D&D ; le nain n'était pas comme un hobbit, ils sont en quelque sorte entre un humain et un hobbit. Ils sont aussi plus petits qu'un elfe, il était donc difficile de trouver quelqu'un avec les exigences de taille, mais aussi quelqu'un qui sera encombrant comme un nain." Arenberg a été choisi pour incarner Elwood, bien qu'avant qu'il ne soit choisi, Charlie Smith, était un concurrent pour le rôle. Les producteurs recherchent à l'origine un acteur de moins de cinq pieds, mais Arenberg est allé dans la salle d'audition et leur a dit : "J'ai quelques pouces de plus, mais un pied de plus de talent que les autres personnes de petite page". Lors de la recherche de l'impératrice Savina, selon Solomon, "c'était l'un des personnages les plus difficiles à jouer parce que je cherchais à trouver quelqu'un d'aussi jeune pour jouer le rôle, parce que c'est ce que ce personnage demandait, mais j'avais aussi besoin de quelqu'un avec une profondeur et une compréhension qui dépasse ses années."

## Production

### Lieu de tournage
Le tournage de Donjons et Dragons a eu lieu du 28 mai à la mi-août 1999 à Prague, avec une période de répétition de deux semaines qui comprenait huit jours de lecture du casting à l'appartement de Salomon juste avant. 2 000 figurants ont été fournis par l'agence de casting de Prague Sagitarius, chaque bataille comprenant environ 35 cascadeurs et cinq des protagonistes au maximum. Tout en travaillant sur Donjons & Dragons, l'acteur Marlon Wayans a également été en tournage sur Requiem for a Dream, ce qui signifie qu'il a dû faire des allers-retours de Prague à New York et que les délais pour les scènes de combat impliquant le personnage sont devenus très stricts.
Alors que de vrais endroits ont été loués pour les décors, le travail du film a également été effectué aux studios Barrandov. Donjons et Dragons a été le premier long métrage à utiliser l'Ossuaire de Sedlec, qui sert d'intérieur au terre de Profion, comme emplacement, l'église a été décorée par František Rint avec 40 000 squelettes de personnes décédées à la suite de la peste noire. Les réunions du Magic Council ont été filmées à l'Opéra d'État de la ville, et Jeremy Irons les a décrites comme les plus difficiles à filmer en raison de la quantité de travail sur écran bleu et de dialogue impliqués. D'autres sites utilisés pour les décors comprenaient le château de Kacina, le château de Rabi, l'église Svaty Mikulas, le château de Lipnice, la carrière d'Alkazar, St. La cathédrale Saint-Nicolas, la crypte de Doksany, la bibliothèque Strahov et les égouts de Dejvice.

### Réalisation
Courtney Solomon a essayé de faire Donjons et Dragons contrairement aux autres films à gros budget qui se concentraient le plus sur les effets et non sur l'intrigue, et a fait particulièrement attention à rendre les scènes de bataille avec les dragons trop "ringary". Le producteur Kia Jam a décrit la méthode de réalisation et de production de Solomon comme différente de la façon dont d'autres grands studios créeraient des productions fantastiques : "il ne semblent jamais bien faire les choses parce que je pense qu'il remplacent un véritable sentiment fantastique par des sommes d'argent exorbitantes afin de l'atteindre superficiellement. Le sentiment doit provenir d'une source centrale et voici Corey." Un écart majeur par rapport à d'autres films fantastiques était l'autre monde du cadre, alors que des produits similaires auraient lieu ou seraient fortement inspirés du Moyen Âge.
En même temps, le réalisateur a quand même opté pour un fort "facteur wow" avec le film, où "vous devez être capable de dire 'wow' au moins dix fois dans les 30 premières minutes". Les deux scènes les plus difficiles à filmer pour les acteurs et l'équipe étaient la scène du labyrinthe et la bataille finale. La bataille dure onze minutes, a nécessité plus de 280 plans et a été filmée sur une scène panoramique à 360 degrés en raison de l'implication de plus de 150 dragons générés par ordinateur, c'était difficile pour les acteurs car ils devaient se battre tout en imaginant que des dragons étaient autour d'eux, et c'était difficile pour le réalisateur parce que les acteurs ne pouvaient pas interagir avec les dragons qui seraient imposés en post-production plus tard.
Bien qu'il joue un nain, Arenberg était un acteur de 5'8", ce qui signifiait qu'il devait s'abaisser la tête, s'accroupir alors qu'il était immobile, bouger avec ses jambes écartées et avoir de nombreux costumes pour avoir l'air court. Il a décrit son rôle comme le plus difficile qu'il ait jamais fait, principalement en raison de la devoir effectuer des scènes d'action tout en portant une barbe rouge qui "démangeait comme un fou" et "environ 50 livres de vêtements avec rembourrage". En dirigeant la méthode d'improvisation de Wayans, Solomon lui a offert la possibilité d'exécuter trois improvisés en échange de trois lignes dans le scénario. O'Brien a également improvisé des lignes, telles que "oh, quelle notion romantique" dans une scène après que Ridley ait traversé le labyrinthe du voleur, la ligne a été scénarisée comme "l'honneur est pour les imbéciles, mon ami", mais l'acteur l'a rejetée comme "un type de dialogue cliché d'épées et de soueurs".

### Chorégraphie de combat
À part Wayans, qui a joué au jeu pendant ses années de lycée, et Arenberg qui était un joueur occasionnel, aucun des protagonistes n'était familier avec le jeu original. Jeremy Irons en a appris un peu de ses fils qui étaient fans, et Whalin s'est préparé pour son rôle en regardant les jeux de Donjons et Dragons en personne, mais a ensuite "réalisé qu'il semblait surtout s'agir de se disputer" et "juste de faire confiance dans le scénario" Bien qu'elle ne soit pas une joueuse, la connaissance du jeu par Wilson est venue de groupes de ses pairs du lycée qui y jouaient : "Je me suis souvenu des histoires que j'ai entendues sur des enfants qui se suicidaient, et toutes ces autres choses folles. Mais je n'en savais vraiment rien. Je savais que c'était un jeu fantastique... un jeu de rôle et CELA m'intéressait." Lorsqu'ils ont travaillé sur les séquences de bataille, Solomon et les acteurs ont mis l'accent sur le fait qu'ils suivaient les règles du jeu original.
Solomon et les producteurs voulaient que Donjons et Dragons soit un film "amusant" qui plairait au public plus jeune et aux fans du jeu, ce qui explique les performances exagérées d'acteurs tels que Irons. Cependant, le réalisateur a également essayé de pousser la cote PG-13 avec la violence dans les séquences de bataille. En essayant de rendre les scènes de combat aussi réalistes que possible, Solomon et les chorégraphes ont non seulement utilisé du sang et du gore, mais ont également demandé aux acteurs d'utiliser de vraies épées. En raison du long temps qu'une scène de combat serait chorégraphiée et filmée, plusieurs "lames répétées" d'épées ont été construites et utilisées ; un total de six lames répétées ont été fabriquées pour l'épée de Damodar, dont deux se sont cassées pendant le tournage.
La plupart des acteurs principaux ont fait les cascades eux-mêmes, le chorégraphe Graeme Crowther ne se rappelant que "deux ou trois" fois où un double était nécessaire. En fait, lors du tournage de la séquence du labyrinthe du voleur le dernier jour de tournage principal du film, Whalin voulait intentionnellement la première hache en acier de 300 livres aussi proche que possible de lui dans le cadre, ce que Solomon a accepté. Les cas où Whalin a été doublé par Theo Kypri consistent principalement en des tirs acrobatiques. Les styles de combat des acteurs variaient des mouvements "rapides et sales" mais "lisses" de Ridley aux méthodes hardcore d'Elwood en passant par les manœuvres artistiques "fluides" de Norda, de type artistique, que Wilson a attribuées à son expérience en danse. L'expérience de Whalin en taekwondo a également contribué à ses compétences de combat.

### Effets pratiques
Étant donné que le film a été filmé à Prague, certains des travaux d'effets spéciaux y ont également eu lieu, avec des travaux générés par ordinateur effectués en Grande-Bretagne et en Allemagne. L'équipe des effets spéciaux était composée de George Gibbs, Martin Astles et Matthew O'Toole de la société Image Effects de Bob Keen. Étant donné que les sites locaux de la ville étaient extrêmement bon marché, Solomon hyperbolisant que "parfois notre budget quotidien était d'environ 15 dollars américains", ce qui faisait place à un budget d'effets élevé de 13 millions de dollars. Cependant, l'équipe d'effets a eu quelques difficultés. La majeure partie du processus de conception impliquait que les membres proposaient divers concepts mais n'acceptaient jamais les conceptions finales, ce qui signifie que les compromis devaient être déterminés dans les délais pendant le tournage. Astles a suggéré que plus de temps aurait pu être économisé si l'équipe avait simplement emprunté aux livres de Donjons et Dragons au lieu d'essayer d'"élargir intelligemment" l'univers du jeu.
Selon Gibbs, le flux de travail a été rendu encore plus lourd par la nature "communiste" de l'industrie cinématographique de la République tchèque, en particulier pour un film fantastique à grande échelle. Les lois d'importation récemment adoptées par le pays ont empêché les maquilleurs d'utiliser la colle spécialement conçue pour les oreilles d'elfe, ce qui signifie que les acteurs elfes ont dû porter plus d'adhésifs incompatibles. Il y a également eu des retards d'horaire en raison de propriétés telles que les armes et les murs de châteaux fabriqués par l'équipage tchèque qui étaient mal fabriquées et qui doivent être refaites.
Les effets spéciaux fabriqués par l'homme comprenaient les haches en acier dans la scène du labyrinthe, le couloir des yeux entièrement fait de pierres et les cristaux de poly-verre sur les murs de la balustrade de l'école de magie, le plus difficile étant de reproduire les cristaux dans du verre rompant. Pour créer le tapis de sables mouvants, un réservoir d'eau qui remposait deux mètres du sol a été utilisé, il était rempli de 6 000 litres d'avoine Quaker (la seule substance épaississante disponible qui ne s'enfonçait pas dans le sol) sur une plate-forme soulevée de haut en bas par un élévateur à ciseaux. Il y avait des problèmes que l'équipage n'avait pas prévu avec l'utilisation de la bouillie, comme elle bouillonnait dans l'air en réaction à un conservateur utilisé pour l'empêcher de moisir. La scène du tapis nécessitant trois prises, Wayans l'a décrite comme "probablement la pire chose que j'ai jamais eu à faire dans un film. J'ai grandi dans les projets en mangeant de la farine d'avoine, et je ne voulais plus jamais en manger, de toute façon. Maintenant, je veux vraiment m'en éloigner."

## Post-production

### Effets numériques
Les effets informatiques ont été réalisés par Station X et Blankety Blank. Le fondateur de Station X, Grant Boucher, avait de l'expérience dans l'écriture pour Star Wars: The Roleplaying Game (en) et a offert des conseils gratuits à l'équipe bien qu'il ne soit pas officiellement considéré comme faisant partie de la production. Au début du tournage, Boucher a prédit un total d'environ 200 plans avec des effets numériques et 75 dragons dans le point culminant du film.[p Une fois le tournage terminé, Solomon a affirmé que le nombre de plans avec des effets numériques s'éleve à 550 et que le nombre de paramètres et de personnages générés par ordinateur soit de 15, avec plus de 150 dragons dans l'épreuve de force climatique. Allen Crawford, un animateur de Station X, a déclaré que quatre mois de travail d'effets informatiques ont été consacrés à la première minute du film. Il y avait aussi des concepts initialement prévus pour être des effets pratiques, mais qui ont été générés par ordinateur dans l'édition finale, cela comprenait le gyroscope qui contient le sceptre, qui était initialement un dispositif contrôlé par machine où toutes les tentatives pour que les moteurs le contrôlent correctement ont échoué, et Dexter le dragon de poche qui devait être un dragon animatronique.
Pour les dragons, les animateurs se sont le plus concentrés sur leurs cycles de vol et de plongée, en utilisant les faucons et les aigles comme références, ainsi que leur peau, où des reptiles tels que les crocodiles ont été observés dans la production des textures. Alors que les dragons étaient générés par ordinateur, le feu qu'ils ont soufflé a été fait à l'aide d'effets pratiques (en) , et pour être incorporés numériquement, les lance-flammes ont été filmés à l'extérieur pendant la nuit et soufflés dans un ensemble d'acier suspendu sur le côté.

### Musique
Justin Burnett a été embauché comme compositeur de Donjons et Dragons, en commençant par marquer la séquence de test que Solomon a filmée pour convaincre Silver de devenir producteur exécutif, le réalisateur a ordonné à Burnett de créer une partition à la John Williams, en particulier dans le style de Les Aventuriers de l'arche perdue, qui était un changement du style rock orchestral qu'il a utilisé lorsqu'il a composé pour des séries télévisées allemandes. C'était le troisième long métrage du compositeur et son premier à utiliser des arrangements d'orchestre symphonique en direct, avec des échantillons de percussion et quelques instruments teintés ethniquement avec une partition de "maquette" écrite dans un séquenceur numérique, il a ensuite été interprété par l'Orchestre symphonique de Perth en sept sessions d'enregistrement conçues par Mal Luker. Les thèmes de la partition comprennent ceux de la relation de Savina, Profion, Damodar, Ridley et Marina, l'amitié de Ridley et Snails, et un thème de "paiement" pour Ridley inspiré par celui de Williams pour Indiana Jones.

## Accueil

### Promotion et libération
Les informations sur la production, la sortie et l'intrigue du film, ainsi que le temps passé sur le plateau du créateur de jeu original Dave Arneson, ont tous été discutés lors du séminaire Gen Con d'août 1999 "History of Roleplaying Games", organisé par Boucher et Arneson. Des suppléments de jeu de rôle du film ont également été annoncés en cours de développement à la même convention. Le site officiel du film a été mis en ligne en septembre 1999. Un autre site Web non officiel d'informations sur le projet, Dndmovie.com, géré par Donald C. Whetsell, a été mis en ligne en novembre 1999, recueillant plus de 1,5 million de visites en août 2000 et "des niveaux inhabituels d'intérêt de la presse et des consommateurs", a affirmé un communiqué de presse de New Line Cinema. Le 10 février 2000, DnDmovie a posté deux photographies : une capture d'écran de la rencontre entre les mages et une photo des coulisses de Robert Miano attendant sur une chaise pour jouer dans une scène. Le 19 mai 2000, il a révélé une affiche teaser.
Lorsque la prise de vue principale était terminée, la date de sortie était prévue au plus tôt en août 2000, ce qui coïnciderait avec la publication de la troisième édition du jeu, ou Halloween 2000 au plus tard si la post-production durait plus longtemps que prévu.
La bande-annonce a été présentée lors de l'événement Dragon Con 2000, où Whalin et Solomon étaient également présents pour discuter du film.
Le 14 août 2000, New Line Cinema, un distributeur avec un succès antérieur dans les films de genre et les adaptations de jeux comme Mortal Kombat, a acheté les droits de distribution américains de Donjons et Dragons, ainsi que les droits d'option pour une préquelle et une suite et les droits de syndication télévisée, pour 5 millions de dollars. New Line a fixé la date de sortie nationale vers la fin de l'année, les producteurs voulaient à l'origine que la sortie ait lieu au printemps ou à l'été 2001 pour ouvrir plus de temps pour la mise en place d'accords de licence et de liaison, mais aucune des divisions de Warner Bros n'a accepté. Ain't It Cool News, l'écrivain Harry suggère que New Line a conclu l'accord pour exciter la base de fans de films fantastiques dans une production beaucoup plus grande du genre, Le Seigneur des Anneaux : La Communauté de l'Anneau. Les droits de vente internationaux étaient détenus par J&M Entertainment.
Neal Barrett Jr. a écrit le roman Dungeons & Dragons: The Movie, basé sur le film.

### Critique
Donjons et Dragons rencontre un accueil critique largement négatif.
Sur le site agrégateur de critiques Rotten Tomatoes, le film obtient un score de 9 % d'avis favorables seulement, sur la base de 92 critiques collectées et une note moyenne de 3,17/10 ; le consensus du site indique : « Les critiques disent que le film à l'air de mauvaise qualité et est mal réalisé. Malgré la présence d'acteurs de talent, le jeu est vraiment mauvais, et de plus certaines personnes sont choquées par le personnage de Marlon Wayans, le qualifiant d'un retour raciste aux stéréotypes noirs »,. Sur le site Metacritic, le film obtient une note moyenne pondérée de 14 sur 100, sur la base de 25 critiques collectées ; le consensus du site indique : « Aversion écrasante ».
En 2010, le magazine Empire classe le film à la 39e place de sa liste du « Top 50 des plus mauvais films de tous les temps ».

### Box-office
Le film a ouvert à la 5e place au box-office nord-américain, ce qui a rapporté 7 237 422 dollars américains lors de son week-end d'ouverture. Le film a ensuite rapporté 15 220 685 $ au box-office national, en dessous du budget de 45 millions de dollars du film, et avec un brut international de 18 586 724 $, ce qui représente un total mondial de 33 807 409 $.

## Distinctions
Entre 2000 et 2002, Donjons & dragons a été sélectionné 11 fois dans diverses catégories et n'a remporté aucune récompense.

### Nominations
| Année | Festivals de cinéma                                                           | Catégorie / Récompense                                                       | Nommé(es) / Lauréat(es)                | Nommé(es) / Lauréat(es) |
| ----- | ----------------------------------------------------------------------------- | ---------------------------------------------------------------------------- | -------------------------------------- | ----------------------- |
| 2000  | The Stinkers Bad Movie Awards                                                 | Pire film                                                                    | -                                      | Nomination              |
| 2000  | The Stinkers Bad Movie Awards                                                 | Pire actrice dans un second rôle                                             | Thora Birch                            | Nomination              |
| 2000  | The Stinkers Bad Movie Awards                                                 | Pire acteur dans un second rôle                                              | Jeremy Irons                           | Nomination              |
| 2000  | The Stinkers Bad Movie Awards                                                 | Pire sens de l'orientation (arrêtez-les avant qu'ils ne dirigent à nouveau!) | Courtney Solomon                       | Nomination              |
| 2000  | The Stinkers Bad Movie Awards                                                 | Pire ensemble d'acteurs                                                      | (Toute la distribution)                | Nomination              |
| 2000  | The Stinkers Bad Movie Awards                                                 | Bande originale la plus intrusive                                            | Justin Caine Burnett                   | Nomination              |
| 2000  | The Stinkers Bad Movie Awards                                                 | Pire effets spéciaux (Effets spéciaux les moins «spéciaux»)                  | -                                      | Nomination              |
| 2000  | The Stinkers Bad Movie Awards                                                 | Note humoristique la moins drôle                                             | Marlon Wayans (pour le rôle de Snails) | Nomination              |
| 2001  | Prix des jeunes artistes                                                      | Meilleur second rôle féminin dans un film (Jeune actrice)                    | Thora Birch                            | Nomination              |
| 2001  | Prix GoldSpirit (GoldSpirit Awards)                                           | Meilleure bande-son d'un film d'horreur                                      | Justin Caine Burnett                   | Nomination              |
| 2002  | Académie des films de science-fiction, fantastique et d'horreur - Prix Saturn | Nommé au Prix Cinescape féminin du futur                                     | Thora Birch                            | Nomination              |

## Autour du film

### Série de films
Le film eut droit à deux suites, réalisées par Gerry Lively (en) : Donjons et Dragons, la puissance suprême (2005) et Donjons et Dragons 3, le livre des ténèbres (2012). Un nouveau film Donjons et Dragons : L'Honneur des voleurs est sorti en 2023.